# Wartberg ob der Aist
Wartberg ob der Aist  är en ort och kommun i Österrike. Den ligger i distriktet Freistadt i förbundslandet Oberösterreich, 140 km väster om huvudstaden Wien. 
Kommunen består av 27 orter (Ortschaften) (inom parentes invånarantal 1 januari 2024):

- Altenhaus (118)
- Arnberg (90)
- Doberhagen (14)
- Frensdorf (351)
- Friensdorf (162)
- Haag (9)
- Hacklberg (137)
- Im Bichl (6)
- Klausmühle (13)
- Klingenwehr (39)
- Oberer Schlossberg (26)
- Obergaisbach (158)
- Obervisnitz (176)
- Reitling (118)
- Reitlingberg (55)
- Scheiben (175)
- Schloss Haus (96)
- Schlossberg (160)
- Schönreith (131)
- Steinpichl (271)
- Türnberg (71)
- Untere Reitling (127)
- Untergaisbach (346)
- Untervisnitz (58)
- Wartberg ob der Aist (1 299)
- Wolfsegg (74)
- Zeilerberg (225)